# Piletocera ocelligera
Piletocera ocelligera là một loài bướm đêm trong họ Crambidae.